# Koyabu Symmetric Board

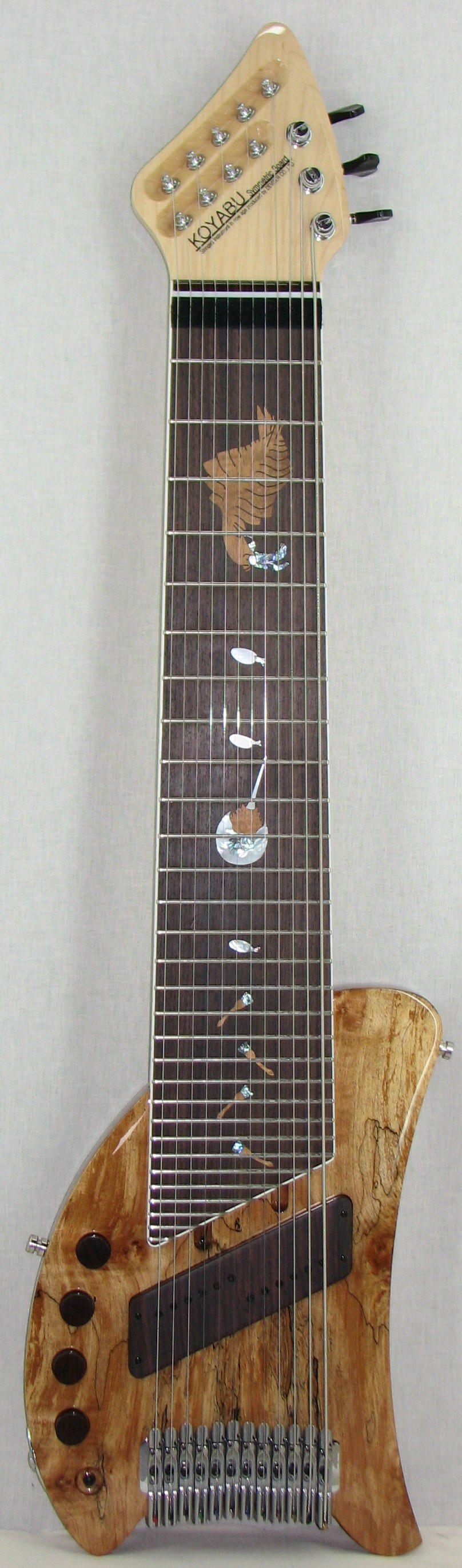
Koyabu SP

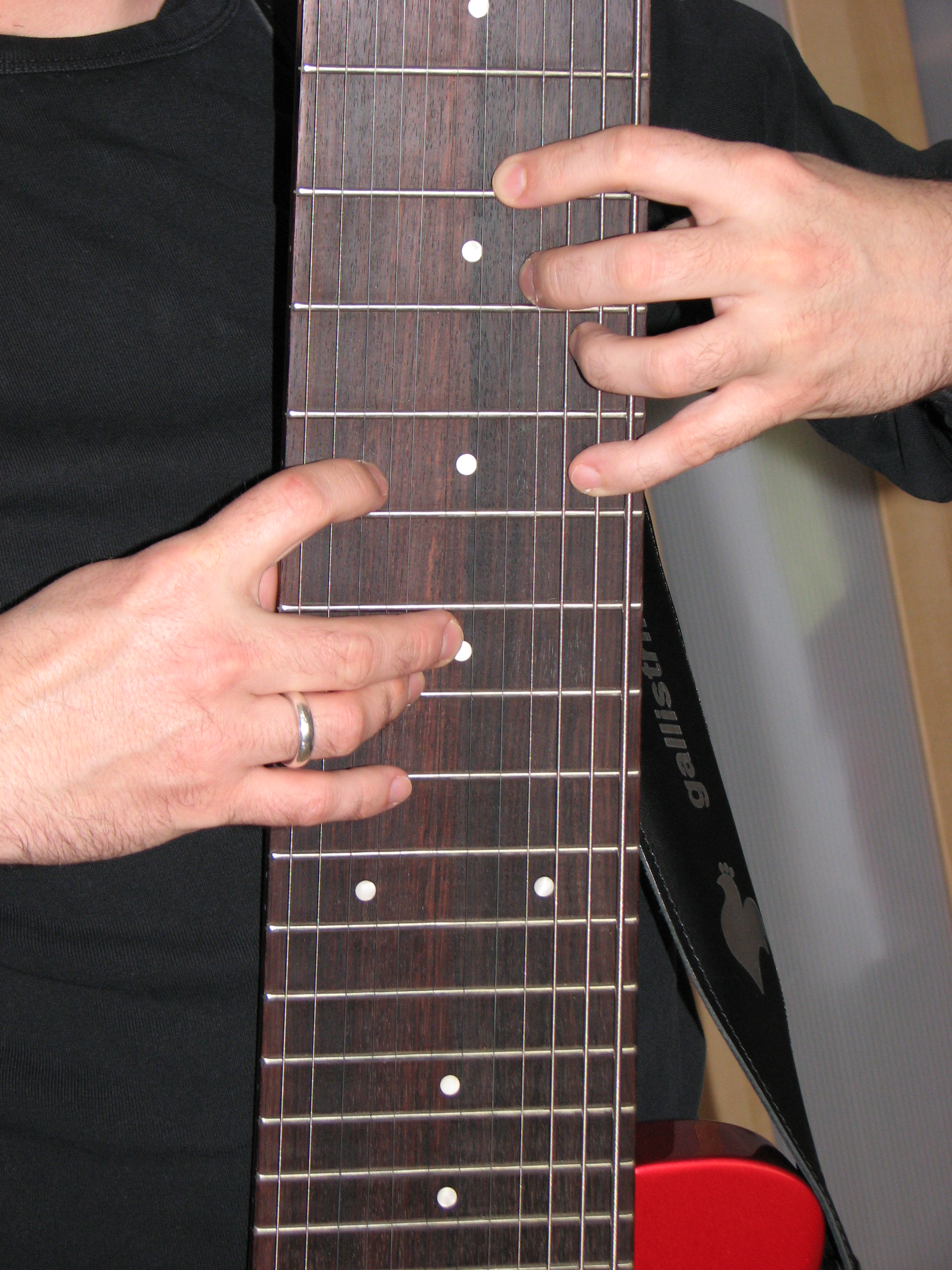
Tapping mit beiden Händen

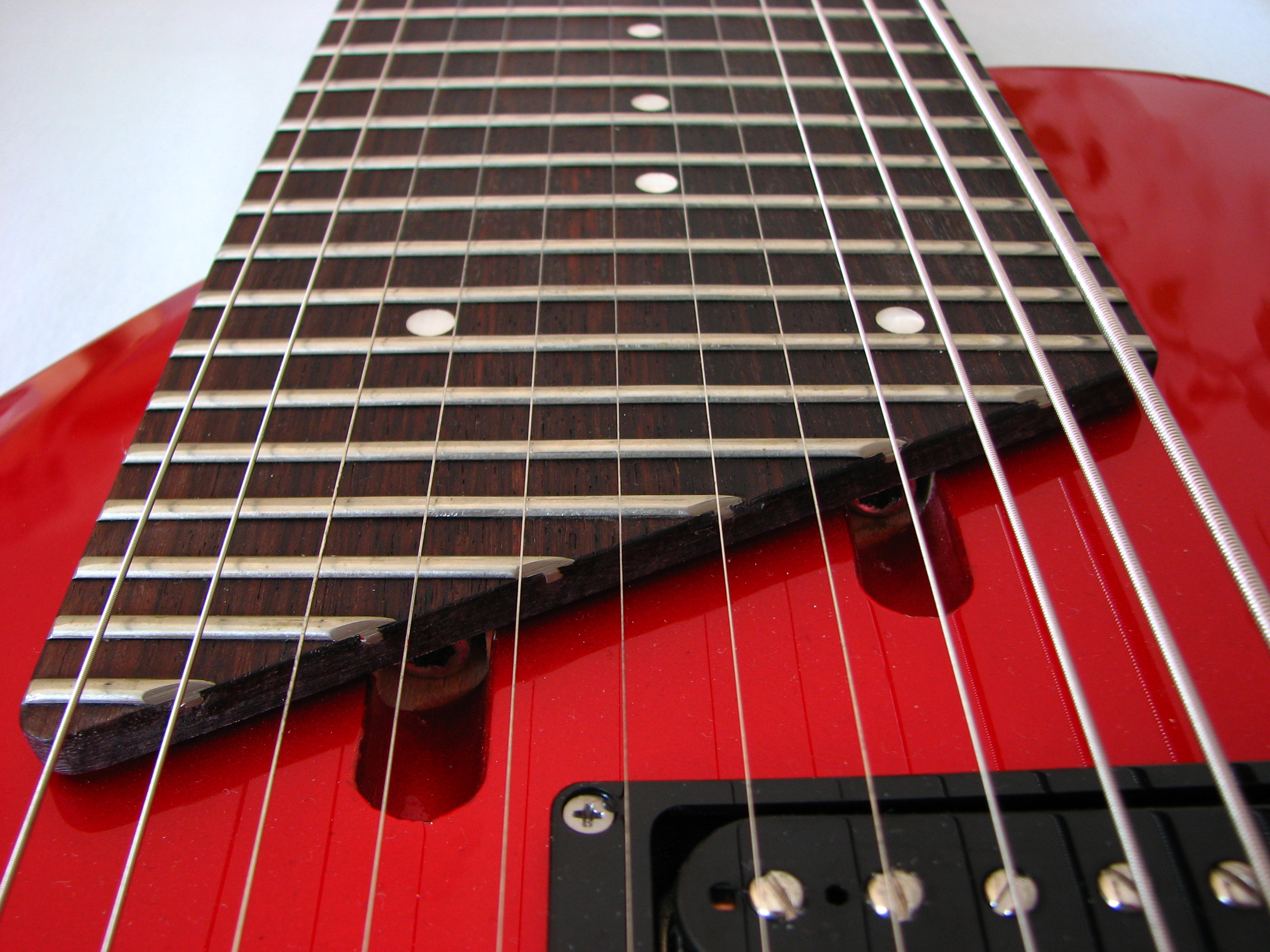
Koyabu Tuning

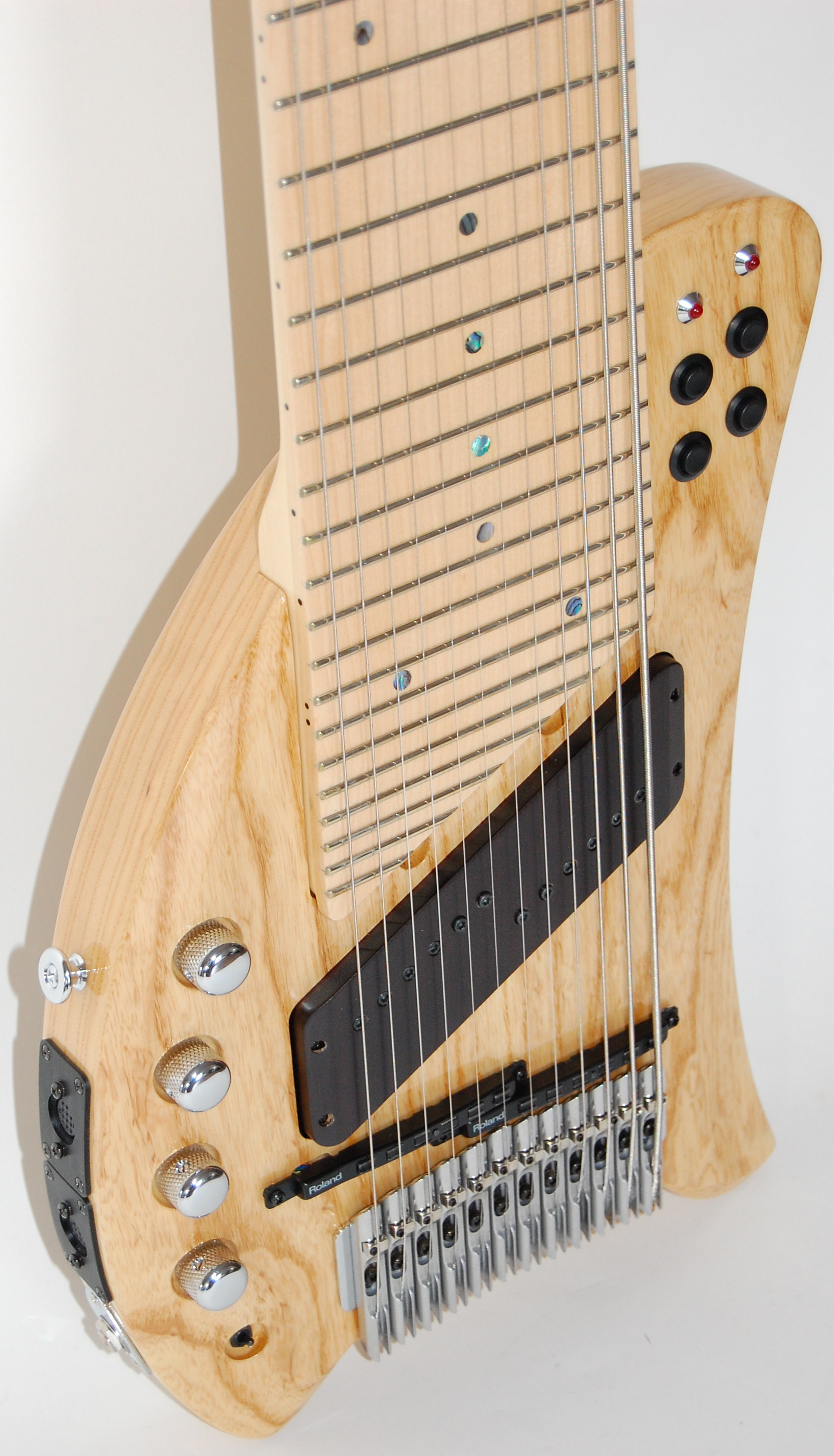
Koyabu STD-GK

Das Koyabu Symmetric Board ist ein Lauteninstrument aus der Familie der elektrischen Tap-Gitarren, ähnlich dem Chapman Stick oder der Warr Guitar. Erste Prototypen des Instrumentes entwickelte der japanische Gitarrenbauer Yoshitaka Koyabu aus Osaka bereits 1981 während seines Studiums. Yoshitaka Koyabus musikalischer Background entstammt eigentlich dem Bluegrass.

## Bauform
Wie alle Instrumente aus dieser Familie wird das Koyabu Symmetric Board durch das sogenannte Tapping zum Klingen gebracht. Bringt man das Instrument am Körper in eine horizontale Lage, können die unteren drei tiefen Saiten aber genauso wie ein E-Bass gezupft werden. Die Saiten haben ähnliche Abstände wie bei der E-Gitarre und erlauben das Zupfen zumindest in tiefen Lagen bzw. auf den unteren drei Basssaiten. Gespielt wird das Koyabu auf einem eigens dafür modifizierten Stativ oder an einem Gitarrengurt befestigt und das zumeist in einer relativ aufrechten Position. Getappt wird es mit beiden Händen, in einer nicht überkreuzten Position. Das heißt: die Hände bewegen sich symmetrisch entlang der beiden Seiten des Halses. Diese Spielweise ermöglicht es der linken Hand, auch weit über den 12. Bund hinaus zu agieren, während die rechte Griffhand bis in tiefste Lagen am Hals hinauf zu klettern vermag. Bei der überkreuzten Spielweise, mit den tiefen Saiten in der Mitte des Griffbrettes, wäre dies nicht ohne ein weiteres Übergreifen (Überspringen) der beiden Hände möglich.

## Stimmung
Die Standardstimmung besteht aus aufsteigenden Quinten (die sechs Saiten der Basssektion, von unten nach oben: C, G, D, a, e, h) und aufsteigenden Quarten (auf den sechs Melodiesaiten, von oben nach unten: C#, F#, H, e, a, d). Andere Stimmungen sind aufgrund der Form der Kopfplatte nur mit Einschränkung möglich. Es ist zum Beispiel nicht ohne weiteres möglich, die tiefen Basssaiten in der Mitte des Griffbrettes zu positionieren, da die Stimmmechaniken für diese Saiten an der Kopfplatte designbedingt außen positioniert wurden. Die sechs Saiten der Basssektion könnten jedoch durchaus in Quarten gestimmt werden. Hierzu müssten nur die Positionen der Saitenreiter auf der Brücke (Sattel) angepasst werden, damit die Bundintonation nicht verlorengeht.

## Modelle und technische Merkmale
Es gibt drei unterschiedliche Modelle: das Einstiegsmodell Tiny und die beiden Custom Modelle STD und SP. Die beiden letzteren unterscheiden sich noch in der Auswahl der Hölzer, dem Finish und letztendlich dem Preis. Bei allen Modellen können die Tonabnehmer (Humbucker) mittels eines kleinen Schalters am Instrumentenkörper auf Stereo oder Mono geschaltet werden. Das Ausgangssignal kann entsprechend per Stereoklinkenkabel auf zwei unterschiedliche Verstärker gesplittet oder mittels eines Standard-Monoklinkenkabel auf einen einzelnen Verstärker geleitet werden. Die Mensur des Instrumentes entspricht der einer Baritongitarre und beträgt 30 Inch.
Klanglich unterscheidet sich das Koyabu von anderen Tap-Gitarren durch seinen relativ warmen und weichen Ton mit relativ ausgewogenem Frequenzspektrum. Bedingt durch die kurze Mensur klingen die tiefen Bässe aber etwas „mittiger“ als beim Chapman Stick oder der Warr Guitar. Vorteil einer kurzen Mensur ist jedoch, dass das Instrument mit handelsüblichen Bass- und Gitarrensaiten bestückt werden kann. Die längere Mensur bewirkt zwar sattere Bässe, erfordert jedoch spezielle Saiten mit Überlänge auf der Tap-Gitarre.